# 효종의 북벌
효종의 북벌 계획(孝宗－北伐計劃)은 조선 효종 때 청나라를 정벌하기 위한 계획이다.
병자호란이 치욕적인 성 아레의 맹세로 끝나고, 청나라에 인질로 잡혀갔던 효종이 인조의 뒤를 이어 왕위에 올랐다. 그는 이러한 민족적 굴욕을 씻기 위해 북벌을 계획하게 되었다.
효종은 이완(李浣)을 훈련대장에 임명하여 비밀리에 군대를 훈련시키고 성지(城池)를 개수했다. 또한 제주도에 표착한 하멜 등에게 신무기를 만들게 하고, 송시열·송준길(宋浚吉) 등을 등용하여 군비를 확충하였다. 북벌의 첫 시험장은 나선(러시아)정벌이였다.
그러나 이 계획은 청나라가 중국을 통일하고, 효종이 재위 10년 만에 승하함으로써 수포로 돌아갔다.

## 실패
효종의 죽음으로 북벌론의 열기는 하루아침에 가라앉고 말았다. 사실 신하들 대부분은 드러내놓고 북벌을 반대하지는 않았으나 표면적으로 나타나는 반청 분위기와는 달리 내심으로는 승리를 기약할 수 없는 전쟁이 일어나는 것을 원치 않았고, 두 차례 전쟁을 치른 뒤의 그 엄청난 피해에 몸서리쳤을 것이다. 더욱이 효종이 죽고 난 뒤 복상(服喪) 예송 문제로 두 차례에 걸쳐 치열한 예송(禮訟)을 벌이다가 끝내 청나라 정벌을 주도하던 서인이 정권에서 밀려나자 북벌론은 아예 골방으로 밀려났다.

## 북벌론에 대한 비판
이이화는 효종의 북벌론을 허황된 꿈이라 비판하였다. 그에 의하면 효종은 국가 위기를 초래할 수도 있는 막중한 일을 추진하면서 국제정치의 역학을 정확히 계산하지 않은 채 계란으로 바위를 치는 수준의 군사력을 가지고 만주 벌판을 달릴 허황된 꿈에 부풀어 있었다. 효종을 비롯해 일부 지배세력은 북벌 문제에 관한 한 거의 이성이 마비되었지만 민중들은 별로 관심을 두지 않았다.
연암 박지원 역시 그의 위에 또 임금이 있다며 조롱했다. 명나라의 황제가 그의 임금이라는 것이다. '우리 선왕에게는 또 임금이 있었는데 대명(大明) 천자가 곧 우리 임금의 임금이다. 선왕에게는 신하가 있었는데 시열 영보(英甫)였고 천자에 충성함이 그 임금에 충성함과 같았다. 선왕에게는 원수가 있었는데 오직 저 건주위(建州衛)라. 어찌 내 사사로운 원수이랴? 큰 나라의 원수이지.'라고 풍자했던 것이다.

## 같이 보기
- 북벌
- 북벌론
- 청-러시아 국경 분쟁